# Nokia N97 mini
Nokia N97 Mini – zmniejszona wersja N97, dostępna od października 2009 roku. W celu zmniejszenia wymiarów urządzenia, w N97 Mini pozbyto się niektórych cech oryginalnego N97, takich jak 8 GB pamięci, 3,2-calowy ekran dotykowy, usunięto odbiornik FM oraz skrócono czas pracy baterii. Obejmuje on jednak większą wewnętrzną pamięć telefonu. Domyślnie korzysta z wersji 2.0 oprogramowania Nokia N97.
Limitowana edycja o nazwie N97 Mini Raoul Limited Edition została wydana w związku z pokazem w domu mody FJ i marki Benjamin Raoul. Posiada również nowy widget i trafił do sprzedaży pod koniec października 2009 r. w Malezji i Singapurze.